# Дрейк, Фрэнсис Марион
Фрэнсис Марион Дрейк (англ. Francis Marion Drake; 30 декабря 1830, Рашвилл, Иллинойс — 20 ноября 1903, Сентервилл, Айова) — американский политический деятель, член республиканской партии, губернатор штата Айова в 1896—1898 годах.

## Биография
Дрейк участвовал в американской гражданской войне в качестве офицера в армии северных штатов. Во время войны был ранен и провёл некоторое время в военном плену.
После войны он изучал право, а затем начал свою карьеру в качестве юриста. Его юридическая практика шла успешно, от так же занимался бизнесом в железнодорожной отрасли.
Сыграл ключевую роль в основании Университета Дрейка, который был позже назван в его честь.
Дрейк сменил в 1896 году на посту губернатора штата Айова Фрэнка Джексона, его сменил в 1898 году Лесли Шоу.
Дрейк умер в 1903 году и был похоронен на кладбище Окленд в Сентервилле.